# Luciferază
Luciferaza este un termen general pentru o clasă de enzime oxidative care catalizează o reacție însoțită de emisia de lumină, bioluminiscența. Cel mai cunoscut este licuriciul luciferaza (CF 1.13.12.7), în special licuriciul Photinus pyralis. Numele enzimei provine de la cuvântul Lucifer ("aducătorul de lumină").
Termenii luciferază (enzima catalitică) și luciferină (compusul organic care emite lumină) sunt nume generice, deoarece atât luciferazele cât și luciferinele diferă de la o specie la alta.
În prezența oxigenului, sub acțiunea fermentului special luciferaza, are loc oxidarea luciferinei. Reacția chimică este însoțită de eliminarea luminii.
Luciferină + O2 → Oxiluciferină + Lumină